# Jean-Marie Lopez
| Entdeckte Asteroiden: 4                                               | Entdeckte Asteroiden: 4 |
| Nummer und Name                                                       | Entdeckungsdatum        |
| --------------------------------------------------------------------- | ----------------------- |
| (269243) Charbonnel a                                                 | 27. August 2008         |
| (295473) Cochard a                                                    | 27. August 2008         |
| (369623) 2011 DY5 b                                                   | 30. August 2008         |
| (378721) Thizy a                                                      | 27. August 2008         |
| - a zusammen mit Cyril Cavadore - a zusammen mit Christophe Demeautis |                         |

Jean-Marie Lopez ist ein französischer Amateurastronom und Asteroidenentdecker.
Am 27. August 2008 entdeckte er am Pises-Observatorium zusammen mit Cyril Cavadore insgesamt 3 Asteroiden und einen weiteren mit Christophe Demeautis am 30. August 2008.